# Prakttukanett
Prakttukanett (Selenidera reinwardtii) är en fågel i familjen tukaner inom ordningen hackspettartade fåglar.

## Utseende och läte
Prakttukanetten är en praktfull liten tukan med relativt kraftig näbb. Hanen är svart ovan och brun ovan, med en tydlig gul fläck genom ögat. Honan liknar hanen men är rödbrun ovan. Lätet är ett distinkt morrande, ett upprepat gutturalt "grruk".

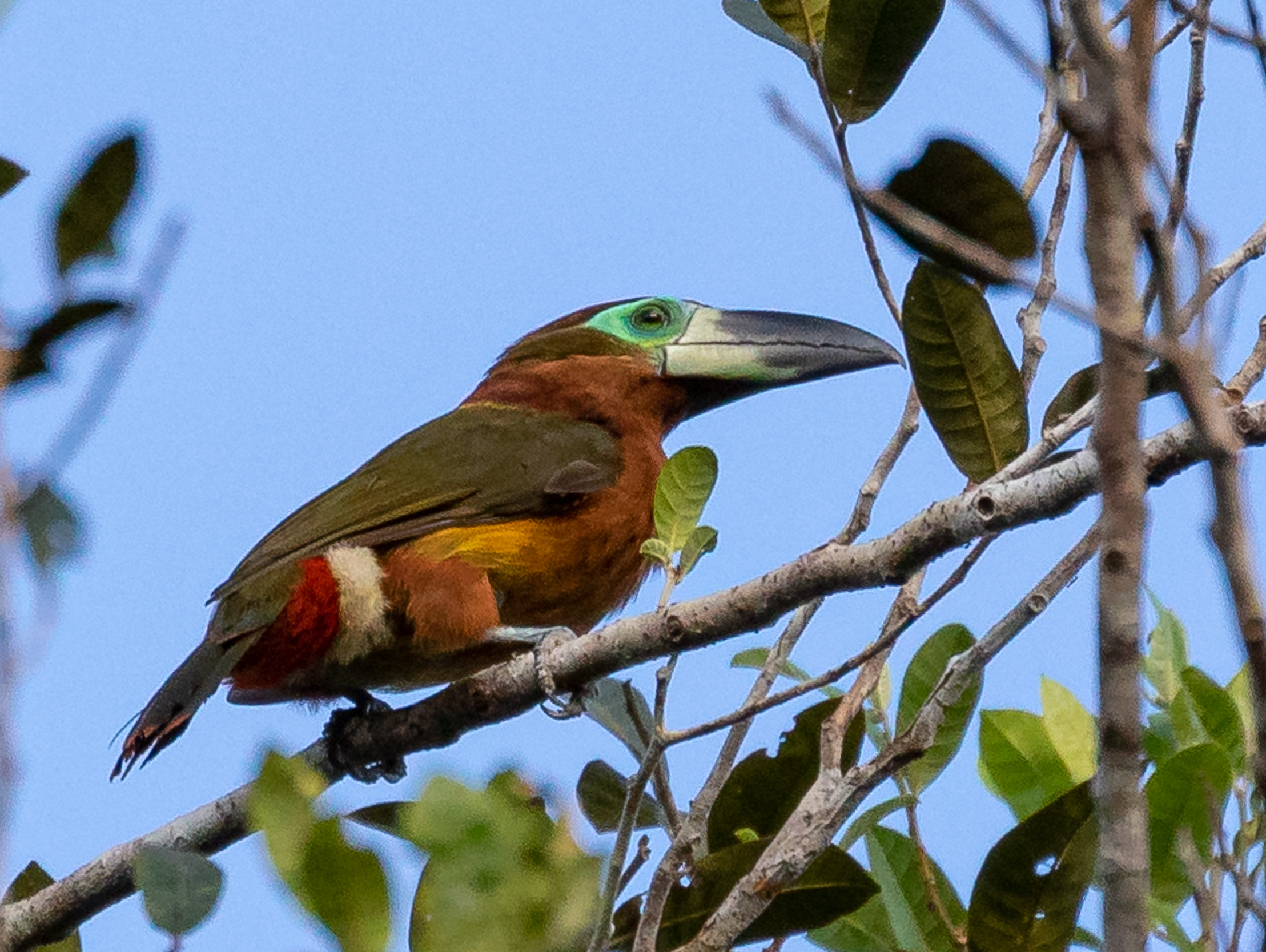

## Utbredning och systematik
Prakttukanett delas in i två underarter med följande utbredning:
- Selenidera reinwardtii reinwardtii – förekommer från sydöstra Colombia (och gränsen mot Brasilien) till östra Ecuador och nordöstra Peru
- Selenidera reinwardtii langsdorffii – förekommer i tropiska östra Peru, nordvästra Bolivia och västra Amazonområdet i Brasilien

Birdlife International och internationella naturvårdsunionen IUCN urskiljer underarten langsdorffii som en egen art, "grönnäbbad tukanett". 

## Levnadssätt
Prakttukanetten hittas huvudsakligen i högrest och höglänt regnskog. Den kan också ses kring skogsbryn och i skogar på flodslätter.

## Status
IUCN bedömer hotstatus för underarterna (eller arterna) var för sig, båda som livskraftiga.

## Namn
Fågelns vetenskapliga artnamn hedrar Caspar Georg Carl Reinwardt (1773-1854), holländsk naturforskare och samlare verksam i Ostindien 1817-1822. Fram tills nyligen kallades den reinwardttukanett även på svenska, men justerades 2022 till ett enklare och mer informativt namn av BirdLife Sveriges taxonomikommitté.